# 코나미 아케이드 챔피언쉽

코나미 아케이드 챔피언쉽 (KONAMI Arcade Championship, コナミアーケードチャンピオンシップ, 약칭 KAC) 은 코나미 디지털 엔터테인먼트이 개최하는 아케이드 게임 대회이다.
과거 2회 시행된 비마니 시리즈의 오프라인 이벤트 비마니 탑랭커 결정전 이후 2011년 이후 비마니 시리즈 외 작품도 포함해 총 12작품 종목으로 코나미 아케이드 챔피언쉽 2011이란 이름으로 개명해 개최하고 일본 외 e-AMUSEMENT를 지원하는 국가에서도 본 대회 외 코나미 아케이드 챔피언쉽 아시아를 개최하였다.
2012년 이후, 일본과 아시아 합동으로 2012년에 총 14작품으로 진행하였으며, 2013년에는 총 21작품으로 진행되었다.